# Boris Tokarev
Boris Tokarev (russisk: Бори́с Васи́льевич То́карев) (født 20. august 1947 i Kiseljovo i Sovjetunionen) er en sovjetisk filminstruktør og skuespiller.

## Filmografi
- Nas ventjali ne v tserkvi (Нас венчали не в церкви, 1982)[1][2]